# Burovdal
Burovdal è un comune dell'Azerbaigian situato nel distretto di İsmayıllı. Conta una popolazione di 204 abitanti.